# Стефан Бајчетић
Стефан Бајчетић Макијеира (шп. Stefan Bajcetic Maquieira; Виго, 22. октобар 2004) јесте шпански фудбалер српског порекла. Тренутно игра за Ред бул Салцбург на позајмици из Ливерпула.

## Каријера

### Клупска каријера
Фудбалом је почео да се бави у локалној Селти Виго. Прешао је у омладинске редове Ливерпула у децембру 2020. године.
Прву утакмицу за Ливерпул одиграо је на пријатељском сусрету с Манчестер јунајтедом у јулу 2022. године. Наредног месеца се први пут нашао на списку играча сениорског тима Ливерпула и то за утакмицу првог кола Премијер лиге против Фулама. Његове добре игре током предсезоне награђене су новим уговором с клубом, који је потписао у августу 2022.
Бајчетић је званичан деби за Ливерпул имао 27. августа 2022. када је ушао с клупе у победи над Борнмутом од 9 - 0.
Дана 13. септембра 2022. године, Бајчетић је дебитовао у Лиги шампиона када је у последњим тренуцима утакмице против Ајакса заменио Тијага Алкантару. На тај начин је постао најмлађи играч Ливерпула који је икада заиграо у Лиги шампиона. Занимљиво је то што су отац Тијага Алкантаре Мазињо и Бајчетићев отац Срђан заједно играли за Селту Виго у сезони 1996/97.
Први пут се нашао у почетној постави Ливерпула 9. новембра 2022. на утакмици трећег кола Лига купа са Дерби каунтијем.
Први сениорски гол за Ливерпул Бајчетић је постигао 26. децембра 2022. у победи од 3 : 1 над Астон Вилом у седамнаестом колу Премијер лиге.

### Репрезентативна каријера
Бајчетић је у могућности да наступа за репрезентације Шпаније и Србије. Тренутно је омладински репрезентативац Шпаније; године 2021. играо је за селекцију Шпаније до 18 година.

## Лични живот
Стефан Бајчетић је син бившег српског фудбалера Срђана Бајчетића. Мајка му је родом из Галиције.

## Статистике
Ажурирано 22. децембра 2022.
| Клуб      | Сезона    | Првенство     | Првенство | Првенство | ФА куп | ФА куп | Лига куп Енглеске | Лига куп Енглеске | Европа | Европа | Остало | Остало | Укупно | Укупно |
| Клуб      | Сезона    | Лига          | Утак.     | Гол.      | Утак.  | Гол.   | Утак.             | Гол.              | Утак.  | Гол.   | Утак.  | Гол.   | Утак.  | Гол.   |
| --------- | --------- | ------------- | --------- | --------- | ------ | ------ | ----------------- | ----------------- | ------ | ------ | ------ | ------ | ------ | ------ |
| Ливерпул  | 2022/23.  | Премијер лига | 2         | 1         | 0      | 0      | 2                 | 0                 | 3      | 0      | 0      | 0      | 7      | 1      |
| Свеукупно | Свеукупно | Свеукупно     | 2         | 1         | 0      | 0      | 2                 | 0                 | 3      | 0      | 0      | 0      | 7      | 1      |

1. ↑  Наступ(и) у Лиги шампиона.